# 虎皮楠裸粉蝨
虎皮楠裸粉蝨（学名：Dialeurodes daphniphylli）为粉蝨科裸粉蝨屬下的一个种。